# Юліуш Струтинський
Юліуш Ксаверій Лукаш Струтинський гербу Сас (пол. Juliusz Ksawery Łukasz Strutyński, 1 липня 1810, Липовець, тепер Вінницька область, Україна — 23 березня 1878, Скерневиці) — польський письменник українського походження, поет доби романтизму. Один із яскравих представників «української школи». У літературі виступав під псевдонімом Берлича Саса.

## Життєпис
Народився 1 липня 1810 в селі Липовці, нині Вінницька обл.) в заможній шляхетській родині. Батько Фелікс — зем'янин, масон, віолончеліст-аматор. Мати — дружина батька княжна Кароліна Любомирська гербу Дружина.
Родина відразу після його народження переїхала до маєтку в Теолині, а далі у 1816 через хворобу матері переїздять до Здовблиці, де був на вихованні бабусі. У цьому ж році вступив до Вищої гімназії у Кременці на Волині (діяла у приміщенні колишнього єзуїтського колегіуму), де навчався впродовж чотирьох років.
У 1821 році втратив матір і його віддають на виховання до другої бабусі Йоанни Струтинської. Пізніше своє життя, проведене з бабусями, Струтинський описав в автобіографічній повісті «Dwie Babki».
Після смерті матері в 1845 виїхав на Кавказ, а з квітня 1846 перебував у Петербурзі. Упродовж свого життя багато подорожував, стрімко розвивав військову кар'єру. Став ад'ютантом генерала Бібікова.
У 1848 письменник пережив тяжку хворобу, що стала на заваді до отримання ним посади в армії короля Вюртемберзького. Зіткнувшись із матеріальними труднощами та втративши свій родинний маєток у Білорусі, у 1869-му залишив Росію та повернувся до рідного села Липовці, де під псевдонімом Берлича Саса підписував свої поетичні твори та щоденники, у яких спирався на досвід письменника Генрика Жевуського, репрезентанта жанру романтичної ґавенди. У цьому ж році Струтинський надрукував гавенду (розповідь) «Ukraina. Obrazki czasu i ludzi» у газеті «Dziennik Literacki».
У 1873 переїхав до Кракова, де вів літературну діяльність, а через рік вийшла друком його книга «Mozaika, gawędy szlacheckiej z lat ubiegłych».
У 23 березня 1878 під час подорожі з Кракова до Петербурга письменник помер у Скерневицях. Місце його поховання залишається невідомим.

## Родина
Одружувався тричі. Саме завдяки зусиллям його останньої дружини Олександри Парфенової уже після смерті письменника було видано том його поезій під назвою «Poezja Berlicza Sasa i wspomnienie jego wierszem», де проявився характерний для автора мемуаристичний стиль. Особливістю виданої збірки стало включення до поезій біографічних деталей із життя автора та описів середовища його перебування.